# Unthinkable (Arrow)
Unthinkable es el vigésimo tercer episodio y final de la segunda temporada y cuadragésimo sexto episodio a lo largo de la serie estadounidense de drama y ciencia ficción, Arrow. El episodio fue escrito por Marc Guggenheim & Andrew Kreisberg basados en la historia de Greg Berlanti y dirigido por John Behring. Fue estrenado el 14 de mayo de 2014 en Estados Unidos por la cadena The CW.
Slade continúa con su plan de asesinar a una persona más en la vida de Oliver. Mientras Oliver ha tratado de ser algo más que el asesino que una vez fue, cuando Slade toma como rehén a Felicity, Oliver se da cuenta a veces se necesita hacer lo impensable para detener a un monstruo como Slade. Mientras tanto, Diggle intenta parar a Amanda Waller con la ayuda del Escuadrón Suicida y Thea acude a Roy en un momento de necesidad.

## Argumento
Oliver, Felicity y Diggle esperan a que Roy despierte para saber si la cura ha hecho efecto, mientras tanto, Felicity descubre que están siendo rodeados por los hombres de Slade. Roy despierta y los hombres llegan hasta ellos. Roy se enfrenta a uno de ellos y deja ver que ha sido curado. Los cuatro escapan del lugar y un helicóptero de A.R.G.U.S. se acerca al lugar y dispara una bazuca. Lyla aparece en el lugar.
Mientras tanto, Laurel va en busca de Sara y la sorprende hablando con alguien pero le disparan un dardo con un sedante que la deja inconsciente. El equipo vuelve a la guarida y la encuentran destruida. Roy pregunta sobre lo ocurrido en los últimos meses y si Thea se encuentra a salvo. Oliver le dice a Roy que Thea dejó la ciudad poco antes de que el sitio comenzara. Sara y Nyssa aparecen en la guarida. Nyssa le dice a Oliver que ha llevado con ella un ejército para detener a Slade, pero Oliver se niega a aceptar su ayuda ya que le dice a Sara que siempre hay un precio qué pagar. Sara le dice que ella ya lo ha pagado.
Malcolm le dice a Thea que está orgulloso de ella por haberle disparado, ya que le demuestra que tiene carácter. Thea recibe una llamada de Roy y le dice que se encuentra en la estación de trenes. Roy le pide encontrarse con él en su casa, sin embargo, Malcolm le dice a su hija que el chico no es diferente de Moira y Oliver, ya que también le oculta cosas. Thea decide ignorar a Malcolm y va a casa de Roy, donde le pide al chico que se vayan juntos de la ciudad. Laurel despierta y le dice a Lance que Sara está con Nyssa, sin embargo, uno de los hombres de Slade llega a la comisaría y se lleva a Laurel.
Oliver, Sara, Lance, Nyssa y sus hombres llegan a Queen Consolidated para tratar de detener a Slade pero este huye. Isabel se enfrenta con Sara y está a punto de asesinarla cuando Oliver le pide que no lo haga. Isabel le dice a Oliver que asesinándola o no, ella ganó. Nyssa asesina a Isabel Oliver decide ir tras Slade antes de ir por Laurel. Mientras tanto, Roy le dice a Thea que sí se irá con ella pero recibe un mensaje de Oliver y le dice que necesite ir pero que comience a empacar algunas cosas porque después de que termine se irán para siempre. Por otra parte, Oliver lleva a Felicity a la mansión de los Queen y le pide que se quede ahí hasta que todo haya acabado. Cuando Felicity le pregunta por qué, Oliver le dice que Slade tomó a Laurel porque juró asesinar a la mujer que ama, sólo que tomó a la equivocada.
Mientras tanto, los hombres de Slade se dirigen a los túneles, donde han asesinado a los hombres de A.R.G.U.S. Ahí, el equipo los intercepta y comienza a inyectarlos con la cura. Mientras tanto, Diggle y Lyla se infiltran en las oficinas de A.R.G.U.S. y liberan a Deadshot para que los ayude a persuadir a Amanda de bombardear la ciudad. Por otra parte, Slade contacta a Oliver y le dice que tiene a Felicity. Thea comienza a empacar las cosas de Roy y descubre su arco y sus flechas.
En A.R.G.U.S., Amanda acusa de traición a Lyla y le revela a Diggle que pronto será papá. Por otra parte, Oliver acude a salvar a Felicity y Laurel. Oliver le dice a Slade que Shado estaría avergonzada de todas las cosas que él ha hecho en su nombre, que la rabia lo ha cegado hasta cierto punto que no ve el peligro cuando lo tiene frente a él y en ese instante Felicity le inyecta la cura y aparece Sara para salvarlas. Es entonces que Slade y Oliver se enfrascan en una lucha en la que Oliver resulta vencedor. Oliver llama a Amanda y le exige que cancele el bombardeo. 
Sara se despide de su familia y le da a Laurel su chaqueta. Lance cae al suelo debido a las heridas internas que sufrió durante el asalto del ejército de Mirakuru. Slade despierta en una celda y Oliver espera afuera. Slade le dice que fue un cobarde por no asesinarlo pero Oliver le dice que fue valiente para no hacerlo y ahora se quedará en solo en un lugar donde no pueda dañar a nadie. Oliver sale del lugar y revela estar en un Lian Yu.
Finalmente en un flashback, Oliver llega al Amazo para rescatar a Sara y Slade los toma prisioneros. Slade comienza a inyectar a los prisioneros con el mirakuru infructuosamente. Una vez que han pasado dos horas desde que Oliver se marchó, Anatoly lanza el torpedo contra el Amazo. Sara es succionada de vuelta al mar y Oliver y Slade se enfrascan en una pelea. Una nueva explosión provoca que Slade se atrapado entre el metal y Oliver le clava una flecha en el ojo.

## Elenco
- Stephen Amell como Oliver Queen.
- Katie Cassidy como Dinah Laurel Lance.
- David Ramsey como John Diggle.
- Willa Holland como Thea Queen.
- Emily Bett Rickards como Felicity Smoak.
- Colton Haynes como Roy Harper.
- Manu Bennett como Slade Wilson.
- Susanna Thompson como Moira Queen (crédito solamente).
- Paul Blackthorne como el detective Quentin Lance.

## Continuidad
- Este episodio es el final de la segunda temporada de la serie.
- Nyssa al Ghul fue vista anteriormente en Heir to the Demon.
- Lyla Michaels y Floyd Lawton fueron vistos anteriormente en Suicide Squad.
- Oliver, Felicty, y Diggle son los únicos personajes en aparecer en todos los episodios de la segunda temporada.
- Slade continúa con su plan de que una persona más en la vida Oliver debe morir.
- Nyssa regresa a Ciudad Starling para ayudar a detener a Slade por petición de Sara.[3]
- Susanna Thompson es acreditada en este episodio a pesar de solo aparecer en imágenes de episodios anteriores.
- Isabel Rochev muere en este episodio.
- Slade y su ejército son inyectados con la cura del Mirakuru.
- Sara accede a regresar a la Liga de Asesinos.
- Amanda Waller revela que Lyla está embarazada.
- Thea abandona la ciudad junto a Malcolm Merlyn.
- Sara le regala su chaqueta de Canario a Laurel.
- Slade es encerrado en una prisión subterránea de A.R.G.U.S. en Lian Yu.
- Se revela que Oliver conoció a Amanda en Hong Kong.

## Desarrollo

### Producción
La producción de este episodio comenzó el 28 de marzo y terminó el 7 de abril de 2014.

### Filmación
El episodio fue filmado del 8 de abril al 17 de abril de 2014.

## Recepción

### Recepción de la crítica
Jesse Schedeen de IGN calificó al episodio como grandioso y le otorgó una puntuación de 8.4, comentando: "Al final, había muchas cosas agradables de este final, pero le faltó esa chispa emotiva especial para ponerlo al borde. Algunos de los hilos argumentales se sentieron poco explorados o sufrieron de falta de resolución en el final. La lucha final entre Oliver Queen y Slade Wilson fue una maravilla para ver. Pero en comparación con el clímax emocional de la temporada 1, éste se quedó un poco corto".
Entertainment Weekly posicionó la escena de la pelea entre la Flecha y Deathstroke en el cuadragésimo lugar del conteo The 50 Best TV Scenes of the Past Year. Samantha Highfill comentó: "El tan esperado enfrentamiento dio a los aficionados dos peleas -una presente y una pasada- combinadas con un barco que se hunde para crear una conclusión inolvidable (y muy física) a su rivalidad. La Flecha no falló a su ciudad y el equipo de dobles de la serie no falló a sus fanes.

### Recepción del público
En Estados Unidos, Unthinkable fue visto por 2.37 millones de espectadores, recibiendo 0.9 millones de espectadores entre los 18 y 49 años, de acuerdo con Nielsen Media Research.